# Mesosa kalaoensis
Mesosa kalaoensis är en skalbaggsart som först beskrevs av Stefan von Breuning 1938.  Mesosa kalaoensis ingår i släktet Mesosa och familjen långhorningar.
Artens utbredningsområde är Sulawesi. Inga underarter finns listade i Catalogue of Life.